# Ventimiglia di Sicilia
Ventimiglia di Sicilia (Calamigna in siciliano) è un comune italiano di 1 734 abitanti della città metropolitana di Palermo in Sicilia.
Una parte della Riserva naturale orientata Pizzo Cane, Pizzo Trigna e Grotta Mazzamuto è parte del territorio comunale.

## Geografia fisica

### Clima
|           | Temperatura massima (°C) | Medie Temperatura (°C) | Temperatura minima (°C) | Precipitazioni (mm) | Umidità (%) | Giorni di pioggia(g.) |
| --------- | ------------------------ | ---------------------- | ----------------------- | ------------------- | ----------- | --------------------- |
| Gennaio   | 11.5                     | 8.4                    | 5.6                     | 77                  | 82%         | 9                     |
| Febbraio  | 11.6                     | 8.3                    | 5.2                     | 76                  | 79%         | 8                     |
| Marzo     | 14.5                     | 10.7                   | 7.1                     | 64                  | 76%         | 8                     |
| Aprile    | 17.4                     | 13.5                   | 9.6                     | 61                  | 73%         | 7                     |
| Maggio    | 21.5                     | 17.4                   | 13.2                    | 36                  | 67%         | 4                     |
| Giugno    | 26.4                     | 22.1                   | 17.6                    | 15                  | 59%         | 2                     |
| Luglio    | 29.3                     | 24.9                   | 20.3                    | 6                   | 56%         | 2                     |
| Agosto    | 29.5                     | 25                     | 20.8                    | 17                  | 57%         | 2                     |
| Settembre | 25                       | 21.2                   | 17.7                    | 61                  | 70%         | 6                     |
| Ottobre   | 21.5                     | 17.9                   | 14.6                    | 83                  | 76%         | 8                     |
| Novembre  | 16.8                     | 13.6                   | 10.7                    | 69                  | 79%         | 8                     |
| Dicembre  | 12.9                     | 10                     | 7.3                     | 79                  | 83%         | 10                    |

## Origini del nome
"Calamigna" è il nome alternativo con cui i paesi vicini, e talvolta anche i ventimigliesi, chiamano Ventimiglia. In passato era la zona alle falde del Monte Cane, per poi indicare la zona di estensione attuale del comune.
Per l'etimologia della parola Calamigna vengono ritenute valide due ipotesi. Quella più plausibile, fa riferimento all'antico insediamento e considera che gli arabi non cambiavano mai il nome del luogo che conquistavano ma aggiungevano un prefisso: in questo caso "Qal'ah" (= rocca fortificata) a cui si deve "Cala-" ad una parte già esistente, ossia "moenia" (in latino "mura") divenuto poi negli anni "-migna", che sta a significare "mura fortificate", di significato ampiamente plausibile per via delle ampie mura che circondavano il sito. Un'altra ipotesi fa invece derivare il nome del paese dal termine greco kalamos ("canna") e dal latino calaminius ("fatto di canne").

## Storia

### Periodo pre-fondazione
A ridosso dell'odierna Ventimiglia di Sicilia (o "Calamigna", come viene chiamata dagli stessi abitanti e dai comuni vicini) vi è stato un insediamento databile attorno al V secolo a.C.; tale insediamento si compone di un "castello", ovvero un edificio più grande e maestoso per le sue dimensioni e da molte casette sparse, il tutto circondato da ampie mura fortificate.
Queste mura, per le loro dimensioni odierne (hanno una larghezza di circa 1m per tutta la loro estensione) fanno pensare che in origine potessero raggiungere anche l'altezza di 3-4m. Sono ancora visibili i segni delle cariche di esplosivo usate per demolirle così come si è resa visibile anche la tecnica usata, cioè quella di usare grossi massi all'esterno e pietruzze di dimensione variabile per l'interno.
Insieme ad altri reperti tardoclassici, è stato rinvenuto nel territorio comunale un sigillo bizantino con monogramma (9.15 g, 26 mm diametro) databile al (tardo) VII secolo, il cui proprietario doveva con tutta probabilità essere un funzionario della amministrazione provinciale di rango medio o medio-alto che aveva contatti con il luogo, ad esempio nel campo delle imposte, oppure un latifondista locale (grecizzato) che si fregiava del titolo onorifico “della classe dei prefetti” senza svolgere una concreta funzione.
La presenza dei numerosissimi cocci (basta pensare che si parla di “tappeto di cocci”), fa pensare che nelle vicinanze si trovasse un forno, e questa ipotesi è avvalorata da un fatto: esiste un antico manufatto ancora pressoché intatto che la gente del luogo definisce un torchio usato per la pigiatura dell'uva fino alla metà secolo scorso, ma che gli studiosi indicano come un probabile forno per la cottura della ceramica e solo successivamente destinato ad altri usi. È un caso che sia rimasto intatto, forse per la posizione in cui si trovava, poggiato su due rocce, che rendeva comunque inutilizzabile il terreno circostante.

### Fondazione
Nel 1625 fu fondata nel feudo di Calamigna da Beatrice Ventimiglia (in onore della quale, prende appunto il nome) figlia di Giovanni III Ventimiglia (principe di Castelbuono, marchese di Geraci, signore di Tusa, Gangi, S. Mauro e Pollina, Ciminna, Castelluzzo e proprietario del feudo di Calamigna, nonché Vicario Generale e Presidente del Regno di Sicilia) e moglie del conte di Racalmuto Girolamo Del Carretto. Nel 1863 fu aggiunto l'appositivo "di Sicilia" per distinguerla dalla Ventimiglia ligure.

## Infrastrutture e trasporti
Il Comune è interessato dalle seguenti direttrici stradali:

## Media

### Radio
- Radio Onda Ventimiglia (emittente non più attiva)

## Amministrazione
Di seguito sono presentate delle tabelle relative alle amministrazioni che si sono succedute in questo comune. 
| Periodo         | Periodo          | Primo cittadino       | Partito                     | Carica  | Note  |
| --------------- | ---------------- | --------------------- | --------------------------- | ------- | ----- |
| 19 gennaio 1988 | 24 maggio 1990   | Michelangelo Sapienza | Partito Socialista Italiano | Sindaco | [ 7 ] |
| 24 maggio 1990  | 10 febbraio 1994 | Giovanni Settepani    | Partito Socialista Italiano | Sindaco | [ 7 ] |
| 13 giugno 1994  | 25 maggio 1998   | Pietro Alongi         | lista civica                | Sindaco | [ 7 ] |
| 25 maggio 1998  | 27 maggio 2003   | Pietro Alongi         | lista civica                | Sindaco | [ 7 ] |
| 27 maggio 2003  | 1º luglio 2008   | Andrea Mannina        | lista civica                | Sindaco | [ 7 ] |
| 1º luglio 2008  | 10 marzo 2010    | Andrea Pagano         | lista civica                | Sindaco | [ 7 ] |
| 17 marzo 2010   | 11 giugno 2013   | Andrea Mannina        | lista civica                | Sindaco | [ 7 ] |
| 11 giugno 2013  | 11 giugno 2018   | Antonio Rini          | lista civica                | Sindaco | [ 7 ] |
| 11 giugno 2018  | 29 maggio 2023   | Antonio Rini          | lista civica                | Sindaco | [ 7 ] |
| 29 maggio 2023  | in carica        | Girolamo Anzalone     | lista civica                | Sindaco | [ 7 ] |